# Pablo Lemmel Malo de Molina
Pablo Lemmel Malo de Molina   (Barcelona, 8 de gener de 1892 - Barcelona, 17 de gener de 1982) fou un futbolista català de les dècades de 1900 i 1910.

## Biografia
Va néixer al carrer Sant Pere més Alt de Barcelona, fill de Paul Lemmel Freidet, natural de Chemnitz, i de Maria del Pilar Malo de Molina i Pombo, natural de la Vila de Gràcia.

## Trajectòria
Jugava a la posició de porter. La seva trajectòria futbolística fou a Madrid, bàsicament a les files de dos clubs, la Gimnástica Española i el Reial Madrid (1910-1918). Anteriorment havia juga a l'Athletic de Madrid i al Español FC de Madrid, club amb el qual disputà la final de la Copa d'Espanya de 1909. L'any 1919 jugà amb el RCD Espanyol un partit del Campionat de Catalunya.
Un cop es retirà, fou àrbitre de futbol i directiu del RCD Espanyol.
El seu germà Manuel Lemmel també fou futbolista.